# Miles Christi
Miles Christi (« les chevaliers du Christ » en latin) est un jeu de rôle édité en 1995 par SPSR (Sans Peur et Sans Reproche). Il a été conçu par Benoît Clerc et Thibaud Béghin.

## Univers
Le jeu propose aux joueurs d'endosser le rôle de Templiers à l'époque des croisades, dans un XIIe siècle alternatif où la magie et les démons font parfois leur apparition. Leurs aventures se déroulent dans les pays du Levant, aux environs du royaume de Jérusalem.
Les personnages joueurs sont confrontés au paradoxe de leur double condition de moine et de chevalier, au milieu du véritable carrefour culturel qu'est la Terre sainte à l'époque. Ce jeu met l'accent sur le monde médiéval en confrontant les différents cultures d'un point de vue systématiquement subjectif. Bien que SPSR soit aujourd'hui fermé, le jeu reste une référence en matière de documentation sur le Moyen Âge pour beaucoup de rôlistes, à l'instar de Pendragon ou d'Ars Magica.

## Système de jeu
Chose rare, le système de jeu utilise un jeu de 54 cartes au lieu des traditionnels dés.
Le choix des cartes met le joueur face à un choix, l'un des thèmes majeurs du jeu. En effet, dans la main de cartes disponibles au début du jeu, le joueur peut mettre de côté (à certaines occasions) une carte pour utiliser ultérieurement un prodige, un pouvoir spécial donné par Dieu. Plus la carte est forte, plus le prodige pourra être puissant. 
Or une fois cette carte mise de côté, plus possible de la récupérer pour d'autres circonstances. Ce qui peut priver le joueur d'une bonne carte lors d'évènements pressants (en cas d'urgence, par exemple) mais qui ne justifient pas que le joueur fasse appel à la puissance divine via son prodige.

## Gamme
- Miles Christi, jeu de base (1995)
- Le Jeu de cartes des croisades, jeu de cartes dessiné spécifiquement pour le jeu (1996)
- Écran de jeu accompagné du scénario Al Muntaquim le vengeur (1995)
- La Richesse de l'Émir, scénario (1995)
- Locus Palmarum, description d'une commanderie (1995)
- Assassins, qui introduit la secte des assassins et offre la possibilité d'incarner leurs membres (1996)